# Verrerie de la gare
La verrerie F. Belotte ou verrerie de la gare fut active jusqu'en 1914 et fondée par François Belotte sur le territoire d'Aniche dans le département du Nord, en région Nord-Pas-de-Calais.
En 1898 est créée également la verrerie de Blanc-Misseron qui produira jusqu'en 1985.
Tous deux fusionneront en 1906 pour crée lesverreries de la gare et A. Belotte réunies dont le siège sera transféré à Valenciennes.

## Verreries Belotte

### Fondateurs
François Belotte né le 31 janvier 1852 à Auberchicourt, M. Belotte est ancien coupeur de verre et compagnon du Tour de France
La société sera reprise ensuite par son fils Alfred Belotte né le 22/9/1876 à Auberchicourt.

### Usine d'Aniche
L'usine se situe à 500 m à l'est de la gare d'Aniche, elle est raccordée au réseau ferré.
Avec la Première Guerre mondiale et située près de la Gare d'Aniche la verrerie Belotte subit des destructions, Elle cessa son activité et se transforma en briqueterie en 1919, une activité plus lucrative. Les friches n’ont été détruites que dans les années 1970. La plaine et le stade des Navarres occupent aujourd’hui une partie de l’ancienne verrerie Belotte.
Seules trois des neuf verreries reprendrons leurs activités en août 1922

#### Société anonyme des plaques et papiers photographiques Antoine Lumière et ses fils

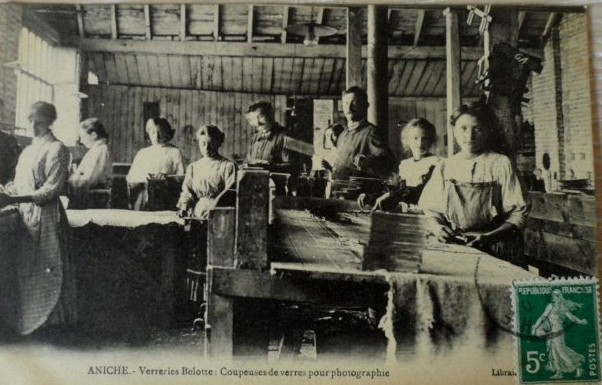
Verreries Belotte - coupeuses de verre photographique

La verrerie de la gare d'Aniche est le fournisseur officiel de la Société Lumière pour les plaques de verre photographique. Les frères Lumière en sont actionnaires.
« La qualité exceptionnelle de l'Étiquette Bleue est à l'origine des succès et de la renommée de la Société Lumière. Louis Lumière : « Les plaques Étiquette Bleue furent plus qu'un succès : ce fut un véritable coup de foudre. Dès la première année, elles nous ont fait gagner plus de 500.000 F ». La Société en nom propre même collectif ne répondant plus aux exigences de l'entreprise, le 2 mai 1892 est créée la Société anonyme des plaques et papiers photographiques Antoine Lumière et ses fils au capital de 3 millions de francs - une somme importante pour l'époque.
Il semble bien que ce soit vers les années 1898, au tournant du siècle, que les Lumière sont au sommet de leur puissance industrielle. Ils ont réussi en quelques années à créer la première industrie européenne de plaques photographiques. La fabrication est entièrement française, leurs fournisseurs sont  : les Verreries de la Gare à Aniche (Nord) »

#### Accident
- le 11 mai 1901 M. Sigonart, ouvrier souffleur, a  reçu sur la tête la barre qui tient le fer à cheval pesant 200 kg. Il fut porté mourant chez lui.

#### Photothèque Aniche

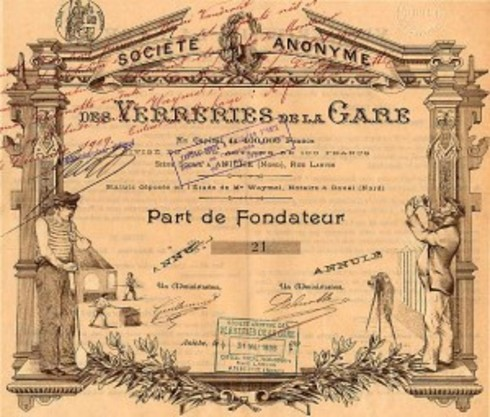
Verreries de la gare - action fondateur
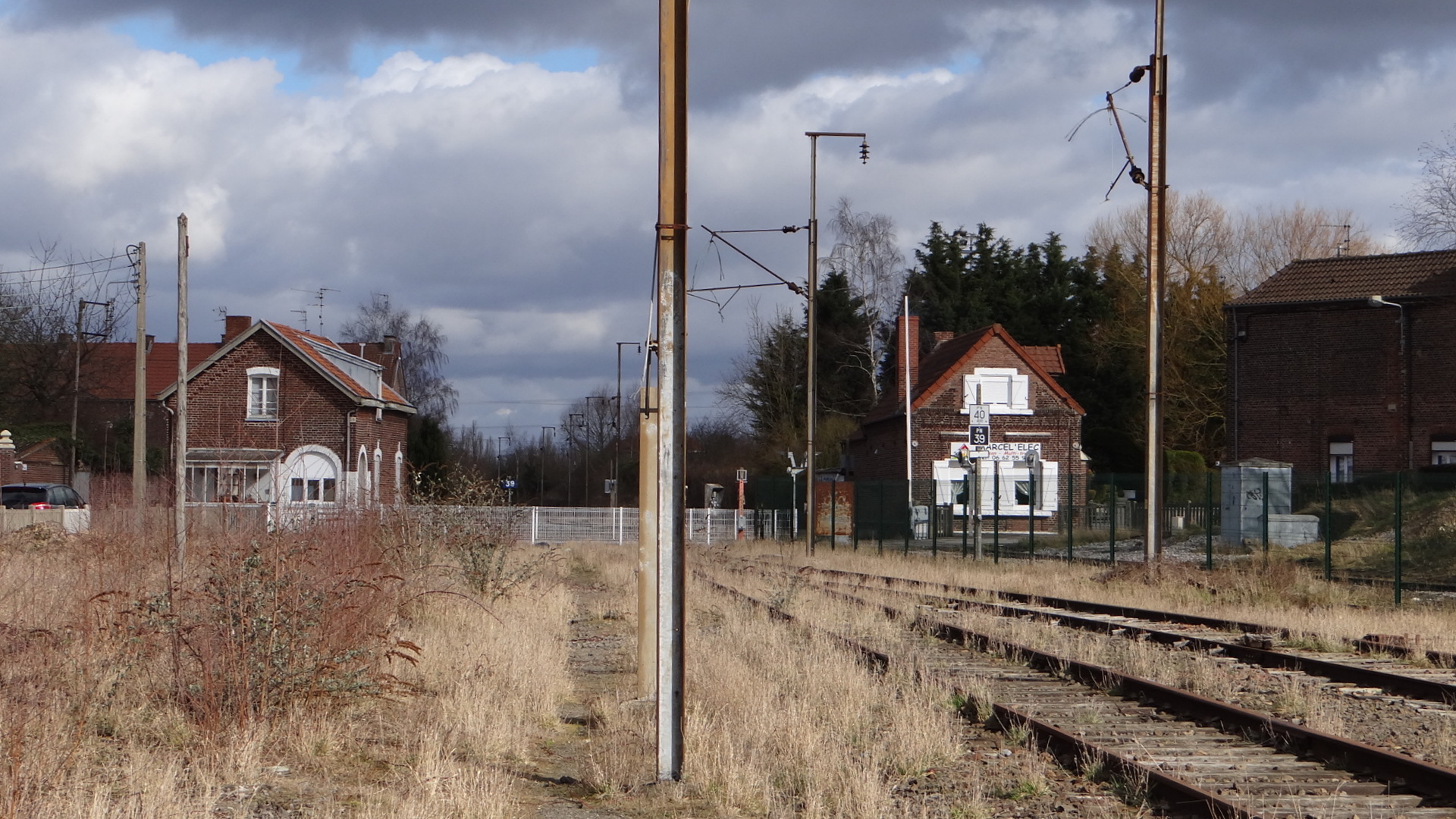
Verreries Belotte ou Verreries de la Gare en 2015
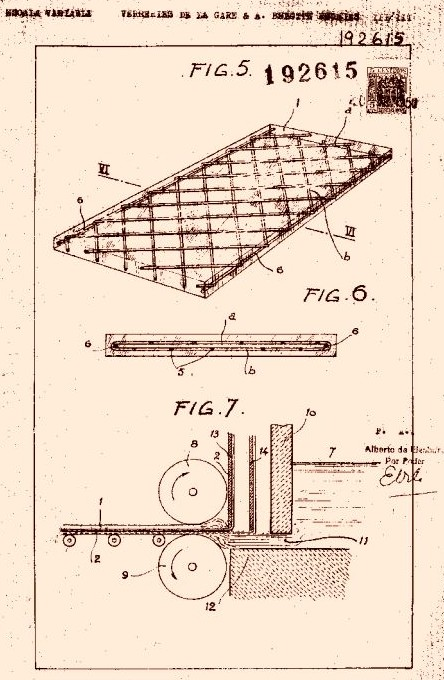
Procédé de fabrication du cristal - brevet verreries Belotte
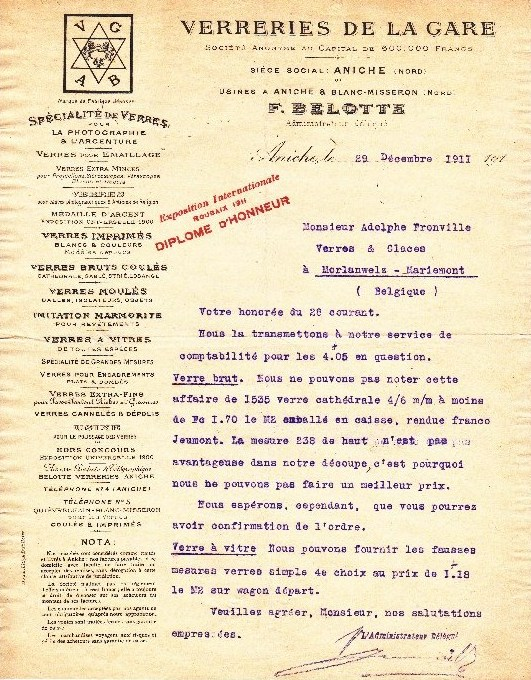
Papier entête verreries de la gare
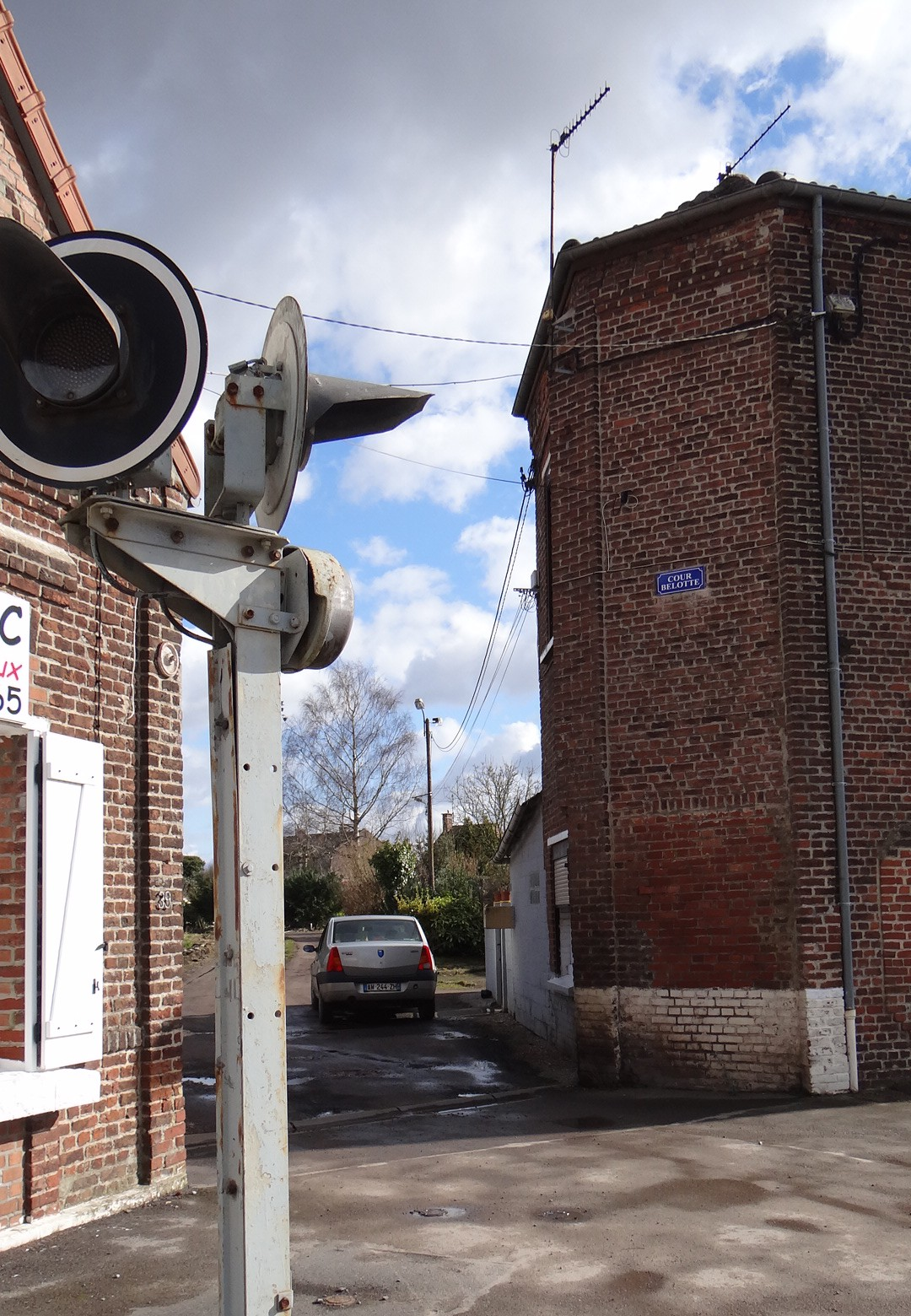
Cour Belotte en 2015
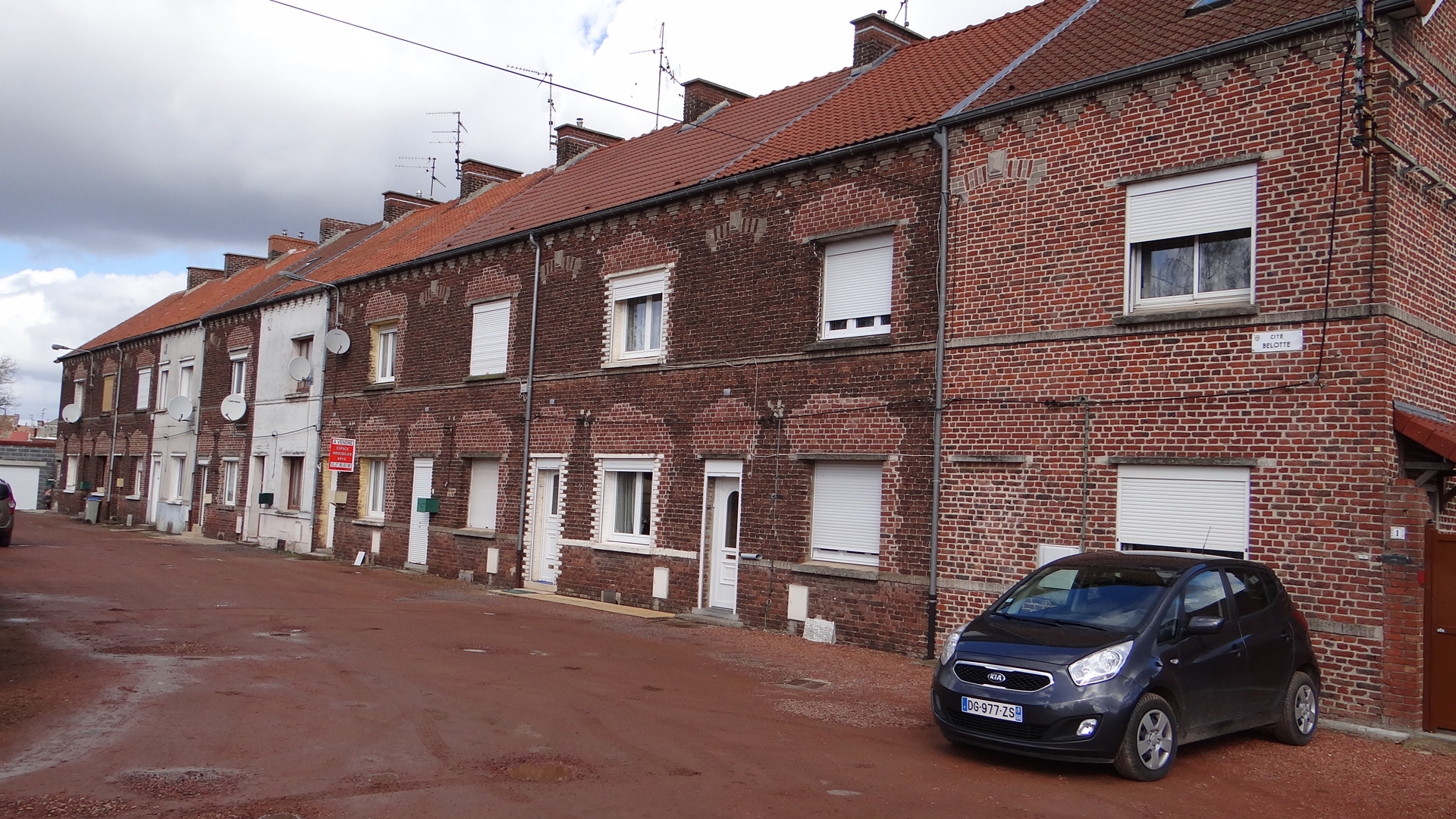
Cité Belotte en 2015

### Hispano-Suiza
M. Belotte des Verreries de la Gare  commande le 15 octobre 1935 d'un cabriolet roadster Hispano-Suiza. en 2015 cette voiture est en vente aux enchères avec une mise à prix de plus de 400 000 €, dont la description est très précise :
« La voiture présentée est une K6 sur châssis type 106 de 3,42 m d'empattement. Il s'agit d'une rare cabriolet roadster dont le châssis commandé le 15 octobre 1935 par un certain M. Belote des Verreries de la Gare (commande n° 4210) fut livré par l'usine de Bois-Colombes à la carrosserie Letourneur et Marchand le 28 octobre 1935. La voiture fut achevée le 20 décembre. Sa carrosserie n° 2890 était conforme au dessin n° 5505, le cuir des sièges était de référence " cuir Vaumol 891 ". De configuration 2+2, le cabriolet aux lignes classiques, mais très élancées, est équipé de glaces latérales qui s'escamotent totalement avec leur cadre chromé dans les portes. Le pare-brise étant rabattable, la voiture peut se présenter sous la forme d'un parfait roadster d'allure très sportive qu'elle assume avec une rare élégance. Le deuxième propriétaire, M. Siméon, acquit la voiture le 18 février 1937 et le troisième serait un certain M. Riche. Cette K6 entra dans la Collection Serre fin des années 60 et elle était une des voitures préférées de Jean Serre.
Peinte en noir avec un intérieur beige et marron et une sellerie en cuir marron, elle se présente complète avec ses ornements chromés, ses compas de capote et ses roues flasquées, ses deux projecteurs Marchal Strilux, ses pare-chocs et sa cigogne et en bel état.
Alliant l'élégance et l'agrément du roadster au prestige d'une marque réputée pour son excellence mécanique, ce rare cabriolet K6 signé d'un grand nom de la carrosserie française à son zénith ne peut que rejoindre une collection sélective réunissant les plus belles automobiles de tous les temps. » 

## verreries de la gare et A.Belotte réunies

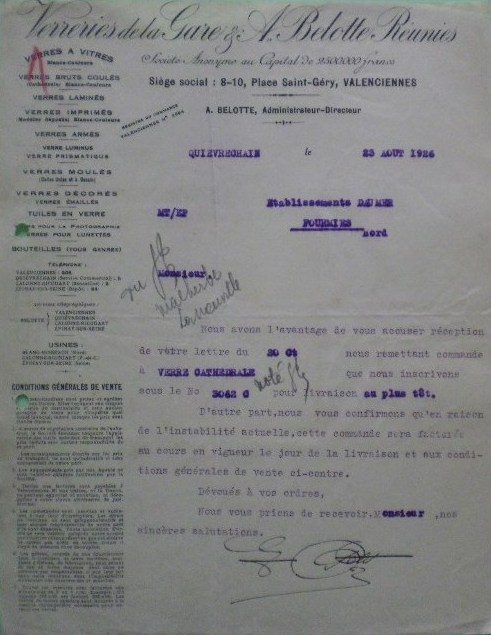
Verreries de la gare & A. Belotte Réunies - papier entête 1926

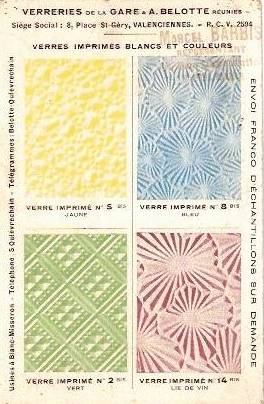
Verreries de la gare & A. Belotte réunies - verres imprimés

Les verreries de la gare et A. Belotte réunies avaient leur siège 8 et 10 place Saint-Géry à Valenciennes, après la fusion de la verrerie de la gare d'Aniche  avec l'Usine de Blanc-Misseron en 1906.
Après la fermeture du site d'Aniche, la société continuera sur trois sites de production Épinay-sur-Seine,  Quiévrechain Blanc-Misseron et Calonne-Ricouart

### Usine deBlanc-Misseron
L'établissement emploie essentiellement des frontaliers belges ainsi durant les grèves de 1913 sur 150 ouvriers belges 125 sont chômeurs
En 2012 la zone deviendra une zone commerciale.

### Calonne-Ricouart
- Jean-Baptiste Dumont est médaillé d'honneur catégorie argent en 1930 pour les verreries de la gare & A. Belotte à Calonne-Ricouart[7]

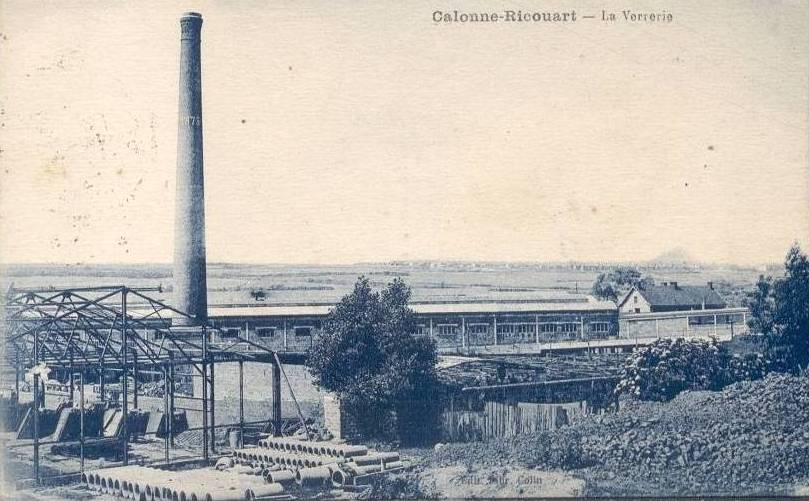
Calonne-Ricouart la verrerie en 1927

### Épinay-sur-Seine
- Charles-Léon Lacquement est médaillé d'honneur par publication au journal officiel du 23 janvier 1933 pour les verreries de la gare & A. belotte réunies[8]

- Charles Schneider (maître verrier) fonde une verrerie en 1913

## Xénophobie Franco-Belge
Aniche : 1901, à la suite de conflits dus à des problèmes de salaires et au respect du repos le dimanche, la fédération des syndicats des verriers dont le siège est à hôtel du syndicat d'Aniche a pour projet de créer une coopérative ouvrière verrière mais dans l'attente de  la fin des contrats en cours des nouveaux verriers recrutés, il est fait appel à des verriers belges. Des tensions sociales et des grèves s'ensuivent.